# Batist
Batist var oprindelig de fineste gennemskinnende
lærredssorter, som blev fremstillet i Nordfrankrig
og Belgien af hørgarn, der ikke alene var
spundet særdeles omhyggelig ved håndkraft,
men til hvilket der også udelukkende
anvendtes den fineste og bedst tilberedte hør.
Vævningen skete i underjordiske, fugtige
kældre for at garnet skulle holde sig særlig
smidigt; det opnås nu ved at benytte
en slette af glycerin, der suger fugtighed.
Man skelner mellem tre sorter:
klart, halvklart og tæt eller hollandsk. Det fineste kaldes
kammerdug, cambrik eller cambray efter byen Cambrai (nederlandsk: Kamerijk). Det
kom oprindelig fra Lille, Valenciennes, Cambrai,
Péronne og flere steder i Frankrig og fra provinsen Brabant,
især fra Nivelles, i Belgien.
For at fremstille
et billigere batist blandede man efterhånden
bomuld i og væver det nu også helt af bomuld;
dog skal ægte kammerdug være helt af hørgarn.
Flere fine lærreder kaldes nu batist eller
batistlærred, hvilket sidste særlig bruges
som betegnelse for de tættere og finere sorter.
Bomuldsbatist, skotsk batist eller
batistmusselin er en eftergørelse af det ægte batist
og væves af det fineste bomuldsgarn. Da dette
er jævnere i tråden end hørgarn, kan vævet
få et smukkere udseende end ægte batist og er
/naturligvis langt/ billigere, men samtidig ikke så holdbart.
Til damesommerkjoler anvendes det meget med fine påtrykte mønstre.
Batist benyttes også undertiden som benævnelse
for perkal, linon og jaconets.